# Kelčín
Kelčín byla středověká vesnice v Jihomoravském kraji, nacházející se přibližně 1 km východně od dnešní hranice města Valtice v tratích "Dolní čtvrtě" a "Na loukách". První písemná zmínka pochází z roku 1322, přičemž ves byla v 16. století opuštěna a zanikla. Archeologické nálezy dokládají středověké osídlení i starší prehistorické osídlení lokality.

## Historie
První písemná zmínka o Kelčínu pochází z roku 1322. Další záznamy jsou známy z let 1410, 1414, 1424 a 1449. Podle urbáře z roku 1414 byla ves poměrně rozsáhlá, obsahovala 31 usedlostí, mezi nimiž byl dvoulánový dvůr, dva pololáníci a 28 celoláníků. V roce 1504 byla ves částečně obydlená, ale již roku 1543 a 1570 se uvádí jako pustá. Rakouské prameny dokonce zmiňují, že Kelčín byl pustý už v roce 1529.

## Archeologický výzkum
Pozůstatky Kelčína byly archeologicky doloženy prostřednictvím povrchových sběrů keramiky. V roce 1961 došlo v místě zaniklé osady k narušení vrstev během melioračních prací. Další průzkum byl proveden v roce 1994 v rámci výkopových prací pro plynovod, kdy byla odkryta část rozměrnějšího objektu. Byla zde nalezena keramika z doby bronzové, mladší doby železné a římské. Kromě středověkých artefaktů se tedy na lokalitě vyskytují i nálezy staršího osídlení.

## Lokalizace
Osada Kelčín se nacházela v oblasti Dolní čtvrtě a Na loukách, přibližně 1,2 km jihovýchodně od stavby Rendezvous, patřící do Lednicko-valtického areálu.